# Supstrat (biokemija)
U biokemiji supstrat je definiran kao molekula na koju djeluje enzim. Enzimi vežu jedan ili više supstrata na svoje aktivno mjesto, tvoreći tako kompleks enzim-supstrat. Enzim katalizira kemijsku reakciju koja mijenja supstrat u drugu molekulu koju nazivamo produkt. Produkt se potom odvaja i oslobađa od aktivnog mjesta na enzimu koji je tada spreman vezati sljedeću molekulu supstrata.
U nekim slučajevima, jedan je enzim sposoban vezati više od jednog supstrata na svoje aktivno mjesto. Supstrati se tada najčešće vežu za aktivno mjesto u točno određenom redoslijedu, prije nego dođe do kemijske reakcije i stvaranja jednog ili više produkata.
Opća formula enzimski katalizirane kemijske reakcije je sljedeća:
{\displaystyle {\rm {E+S\rightleftharpoons ES\rightarrow EP\rightleftharpoons E+P\!}}}
E = enzim
S = supstrat
ES = kompleks enzim-supstrat
EP = kompleks enzim-produkt
P = produkt
Reakcija ES → EP je jedina nepovratna reakcija. Enzimska reakcija obično slijedi Michaelis-Mentenovu kinetiku s izuzetkom alosteričnih enzima. Reakcija se stoga ubrzava s povećanjem koncentracije supstrata u otopini koja povećava vjerojatnost vezanja supstrata na aktivno mjesto, dok se sva aktivna mjesta ne zasite. U tom slučaju brzina reakcije ne ovisi više o koncentraciji supstrata već o koncentraciji enzima.